# Ellen Corby
Pour les articles homonymes, voir Ellen.
Ellen Corby est une actrice et scénariste américaine née le 3 juin 1911 à Racine, Wisconsin (États-Unis), morte le 14 avril 1999 à Woodland Hills (Los Angeles).

## Filmographie

### comme actrice
- 1933 : Idylle sous les toits (Rafter Romance) de William A. Seiter : Phone Solicitor
- 1933 : Les Compagnons de la Nouba (Sons of the Desert) : Dress extra at table next to Chase's
- 1934 : Twisted Rails (en) : Bit Role
- 1935 : Speed Limited (en) : Secretary
- 1936 : The Broken Coin : Bit Part
- 1945 : Pris au piège (Cornered) d'Edward Dmytryk : une hôtesse suisse (non créditée)
- 1946 : The Scarlet Horseman (en) : Mrs. Barnes
- 1946 : Deux Mains, la nuit (The Spiral Staircase) : Neighbour
- 1946 : From This Day Forward : Mother
- 1946 : L'Impasse tragique (The Dark Corner) : Maid
- 1946 : Bedlam : Queen of the Artichokes
- 1946 : The Truth About Murder : Betty (Ashton's secretary)
- 1946 : In Old Sacramento : Scrubwoman
- 1946 : Lover Come Back : Rita
- 1946 : Cuban Pete (en) : Screaming Patient
- 1946 : Jusqu'à la fin des temps (Till the End of Time) : Mrs. Sumpter
- 1946 : Crack-Up (en) : Reynold's Maid
- 1946 : Sister Kenny : Hospital Scrub Woman
- 1946 : Le Médaillon (film, 1946) (The Locket) : Kitchen Girl
- 1946 : La Vie est belle (It's a Wonderful Life) : Miss Davis
- 1947 : Beat the Band : Gertrude's Mother
- 1947 : Né pour tuer (Born to Kill) : 2d Maid
- 1947 : The Long Night : Lady in Crowd
- 1947 : Living in a Big Way : Broken Arms' Sailors Wife
- 1947 : Ils ne voudront pas me croire (They Won't Believe Me) : Screaming Woman
- 1947 : Deux sœurs vivaient en paix (The Bachelor and the Bobby-Soxer) d'Irving Reis : Courtroom spectator
- 1947 : The Fabulous Joe : Cathy
- 1947 : The Hal Roach Comedy Carnival : Cathy, the Maid, in 'Fabulous Joe'
- 1947 : Driftwood : Excitable Woman
- 1947 : L'Engrenage fatal (Railroaded!) d'Anthony Mann : Mrs. Wills
- 1947 : Ambre (For ever Amber) : Marge
- 1948 : If You Knew Susie (en) de Gordon Douglas : Woman
- 1948 : Tendresse (I remember Mama) : Aunt Trina
- 1948 : Trente-six heures à vivre (The Noose Hangs High) : Hilda, the Maid
- 1948 : Fighting Father Dunne : Colpeck's secretary
- 1948 : La Fin d'un tueur (The Dark Past) : Agnes
- 1949 : Strike It Rich : Mrs. Harkins
- 1949 : Rusty Saves a Life : Miss Simmons
- 1949 : Secret de femme (A Woman's Secret) : Nurse who reads paper to Susan
- 1949 : Les Quatre Filles du docteur March (Little Women) : Sophie
- 1949 : The Judge Steps Out : Mother at Party
- 1949 : Monsieur Joe (Mighty Joe Young) d'Ernest B. Schoedsack : Ophanage Woman
- 1949 : Madame Bovary : Félicité
- 1950 : Captain China : Miss Endicott
- 1950 : Femmes en cage (Caged) : Emma Barber
- 1950 : La Cible humaine (The Gunfighter) : Mrs. Devlin
- 1950 : Peggy (en) : Mrs. Privet, the Librarian
- 1950 : Edge of Doom : Mrs. Jeanette Moore
- 1950 : La Perfide (Harriet Craig) : Lottie
- 1951 : La Mère du marié (The Mating Season) de Mitchell Leisen : Annie
- 1951 : La Flamme du passé (Good bye my fancy) : Miss Birdshaw
- 1951 : Le Bal du printemps (On Moonlight Bay) : Miss Mary Stevens (Wesley's schoolteacher)
- 1951 : Si l'on mariait papa (Here Comes the Groom) : Mrs. McGonigle
- 1951 : Angels in the Outfield : Sister Veronica
- 1951 : The Barefoot Mailman : Miss Della
- 1951 : The Sea Hornet : Mrs. Drinkwater
- 1952 : La Vallée des géants (The Big Trees) de Felix Feist : Sister Blackburn
- 1952 : L'Intrépide (Fearless Fagan) : Mrs. Ardley
- 1952 : Roméo et Jeannette (en) (Monsoon) : Katie
- 1953 : The Story of Three Loves
- 1953 : La Femme qui faillit être lynchée (Woman They Almost Lynched) : First Woman
- 1953 : L'Homme des vallées perdues (Shane) de George Stevens : Liz Torrey
- 1953 : La Ville sous le joug (The Vanquished) : Mrs. Barbour
- 1953 : Un lion dans les rues (A Lion Is in the Streets) : Singing Woman
- 1954 : Untamed Heiress : Mrs. Flanny
- 1954 : The Bowery Boys Meet the Monsters (en) : Amelia Gravesend
- 1954 : Susan Slept Here : Coffee Shop Waitress
- 1954 : Romance sans lendemain (About Mrs. Leslie) de Daniel Mann : Mrs. Croffman
- 1954 : Sabrina, de Billy Wilder : Miss McCardle
- 1955 : Illégal (Illegal) : Miss Hinkel
- 1956 : The Go-Getter : The Maid
- 1956 : Deux rouquines dans la bagarre (Slightly Scarlet) : Martha, June Lyon's Maid
- 1956 : Stagecoach to Fury (en) : Sarah
- 1957 : La Passe dangereuse : Sister Saint Joseph
- 1957 : Le Survivant des Monts lointains (Night Passage) : Mrs. Feeney
- 1957 : God Is My Partner : Mrs. Dalton
- 1957 : Rockabilly Baby : Mrs. Wellington
- 1957 : All Mine to Give (en) : Mrs. Raiden
- 1958 : Sueurs froides (Vertigo) : Manager of McKittrick Hotel
- 1958 : As Young as We Are : Mettie McPherson
- 1958 : Macabre (en) : Miss Kushins
- 1960 : Mince de planète (Visit to a Small Planet) : Mrs. Mabel Mayberry
- 1961 : Milliardaire d'un jour (Pocketful of Miracles) : Soho Sal
- 1962 : Saintly Sinners (en) de Jean Yarbrough : Mrs. McKenzie
- 1963 : La Cage aux femmes (The Caretakers) : Irene
- 1963 : Quatre du Texas (4 for Texas) : Widow
- 1964 : Le Tueur de Boston (The Strangler) de Burt Topper : Mrs. Kroll
- 1964 : Chut, chut, chère Charlotte (Hush... Hush, Sweet Charlotte) : Lily
- 1965 : Les Tontons farceurs (The Family Jewels) : Airline Passenger
- 1966 : The Ghost and Mr. Chicken (en) : Miss Neva Tremaine
- 1966 : The Night of the Grizzly : Hazel Squires
- 1966 : Les Envahisseurs (The Invaders) Série télé. Saison 1, épisode 1
- 1966: La blonde défie le FBI (The Glass Bottom Boat) : Anna Miller
- 1967 : La Gnome-mobile (The Gnome-Mobile) : Etta Pettibone
- 1968 : The Mystery of Edward Sims (TV) : Woman at Burton Ridge land office
- 1968 : Le Démon des femmes (The Legend of Lylah Clare) : Script girl
- 1969 : Angel in My Pocket (en) : Old Woman
- 1969 : Un couple pas ordinaire (Ruba al prossimo tuo) : Mrs. Walker
- 1971 : Cannon (TV) : Teacher
- 1971 : Tueur malgré lui (Support Your Local Gunfighter) : Abigail
- 1971 : A Tattered Web (TV) : Mrs. Simmons
- 1971 : The Homecoming: A Christmas Story (TV) : Grandma Walton
- 1972 :Napoléon et Samantha (Napoleon and Samantha) : Gertrude
- 1972-1977 : La Famille des collines (The Waltons) ; série TV) : Esther Walton
- 1974 : The Story of Pretty Boy Floyd (TV) : Ma Floyd
- 1981 : All the Way Home (TV) : Great-Gandmaw
- 1982 : A Wedding on Walton's Mountain (TV) : Grandma Walton
- 1982 : A Day for Thanks on Walton's Mountain (TV) : Grandma Walton
- 1993 : A Walton Thanksgiving Reunion (TV) : Grandma Walton
- 1995 : A Walton Wedding (TV) : Grandma Walton
- 1997 : A Walton Easter (TV) : Grandma Walton

### comme scénariste
- 1936 : The Broken Coin
- 1941 : Twilight on the Trail (en)